# Lisi Ogon

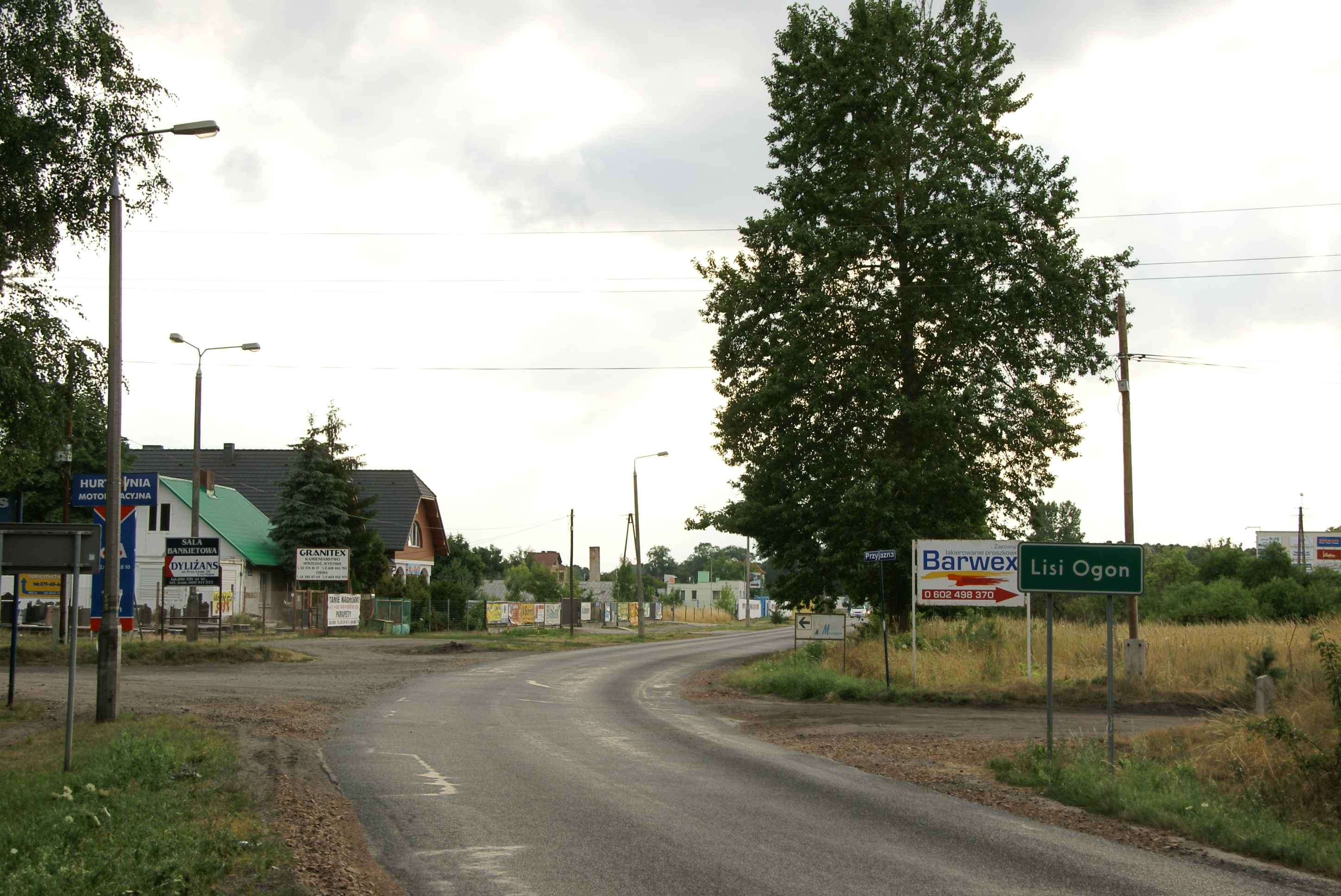
Ortseingang

Lisi Ogon (deutsch Fuchsschwanz, Steinholz) ist ein Dorf in der Landgemeinde Białe Błota im Powiat Bydgoski in der Woiwodschaft Kujawien-Pommern, Polen.

## Lage
Der Ort liegt etwa 10 km westlich der Stadt Bydgoszcz.

## Geschichte
Lisiogon wird schon im 17. Jh. erwähnt. Auf einer Karte aus dem Jahr 1774 erscheint an der Stelle ein Ort mit dem Namen Töflerd. Im Jahre 1884 wurden die Dörfer Lisiogon, Lubawa (Lübau, Chwała Bogu), Karolewo (Karlshof) und die Vorwerke Czersko (Grünau) und Nova Erectia (Żal się Boże) zu einem Dorf mit dem Namen Fuchsschwanz vereint. Am 23. Oktober 1911 wurde der Name in Steinholz geändert. Nachdem das Gebiet 1920 wieder polnisch wurde, änderte man den Namen in Lisiogon. Seit 1970 wird die polnische Schreibweise Lisi Ogon benutzt.